# Lophozozymus rathbunae
Lophozozymus rathbunae is een krabbensoort uit de familie van de Xanthidae. De wetenschappelijke naam van de soort is voor het eerst geldig gepubliceerd in 1942 door Ward.